# 2016년 KBO 퓨처스리그
2016년 KBO 퓨처스 리그는 퓨처스 리그의 27번째 시즌이며, 대한민국의 12개 프로 야구 구단이 참가하며 1년만에 다시 3개리그 체제에서 2개리그 체제로 환원된다.

## 변경된 사항 (2015년)
- 일본 프로 야구단이었던 후쿠오카 소프트뱅크 호크스 3군과의 교류경기가 1년만에 다시 시행되었다.
- 팀당 96경기가 편성되어 역대 최다인 총 576경기가 거행되고, 개인 부문별 시상은 리그 구분없이 통합하여 시상한다.
- 종전 오후 1시(이동일 경기의 경우 오전 11시)에서 이번 시즌부터 경기 개시시간이 오후 1시로 통일되며, 만약 팬들의 관람 편의와 TV 중계로 인해 경기시간이 변경될경우 해당 경기일 15일전에 KBO에 요청해야한다.
- 2016년 5월 16일부터 월요일 야간 경기가 본격적으로 시행된다. 일명 먼데이나이트 베이스볼. 먼데이나이트 베이스볼은 방송중계도 이루어졌으며, 2군 구장에 야간 경기시설이 갖춰져 있다면 홈에서 개최하지만 그렇지 못한 구장의 경우 1군 홈경기장 혹은 야간 조명시설이 갖춰진 중립구장에서 경기가 열렸다.

## 정규 리그
- 기간 : 2016년 4월 5일 ~ 9월 6일

### 팀 순위

#### 남부 리그
| 순위 | 구단      | 경기 | 승 | 패 | 무 | 승률 | 게임차 |
| ---- | --------- | ---- | -- | -- | -- | ---- | ------ |
| 1    | 신협 상무 | 96   | 60 | 27 | 9  | .690 | -      |
| 2    | kt        | 96   | 49 | 40 | 7  | .551 | 12     |
| 3    | 롯데      | 96   | 46 | 46 | 4  | .500 | 16.5   |
| 4    | KIA       | 96   | 44 | 46 | 6  | .489 | 17.5   |
| 5    | 한화      | 96   | 42 | 47 | 7  | .472 | 19     |
| 6    | 삼성      | 96   | 30 | 60 | 6  | .333 | 31.5   |

#### 북부 리그
| 순위 | 구단   | 경기 | 승 | 패 | 무 | 승률 | 게임차 |
| ---- | ------ | ---- | -- | -- | -- | ---- | ------ |
| 1    | 경찰청 | 96   | 59 | 29 | 8  | .670 | -      |
| 2    | 고양   | 96   | 50 | 42 | 4  | .543 | 11     |
| 3    | LG     | 96   | 47 | 45 | 4  | .511 | 14     |
| 4    | SK     | 96   | 44 | 44 | 8  | .500 | 15     |
| 5    | 두산   | 96   | 37 | 51 | 8  | .420 | 22.0   |
| 6    | 화성   | 96   | 28 | 59 | 9  | .322 | 30.5   |

### 통계

#### 타자 TOP
- 남부리그

| 부문      | 선수 | 기록 |
| --------- | ---- | ---- |
| 타율(AVG) |      |      |
| 홈런(HR)  |      |      |
| 타점(RBI) |      |      |

- 북부리그

| 부문      | 선수 | 기록 |
| --------- | ---- | ---- |
| 타율(AVG) |      |      |
| 홈런(HR)  |      |      |
| 타점(RBI) |      |      |

#### 투수 TOP
- 남부리그

| 부문            | 선수 | 기록 |
| --------------- | ---- | ---- |
| 승리(W)         |      |      |
| 평균자책점(ERA) |      |      |

- 북부리그

| 부문            | 선수 | 기록 |
| --------------- | ---- | ---- |
| 승리(W)         |      |      |
| 평균자책점(ERA) |      |      |

## 경기 중계
- SPOTV